# Liste des plus hauts immeubles de Los Angeles

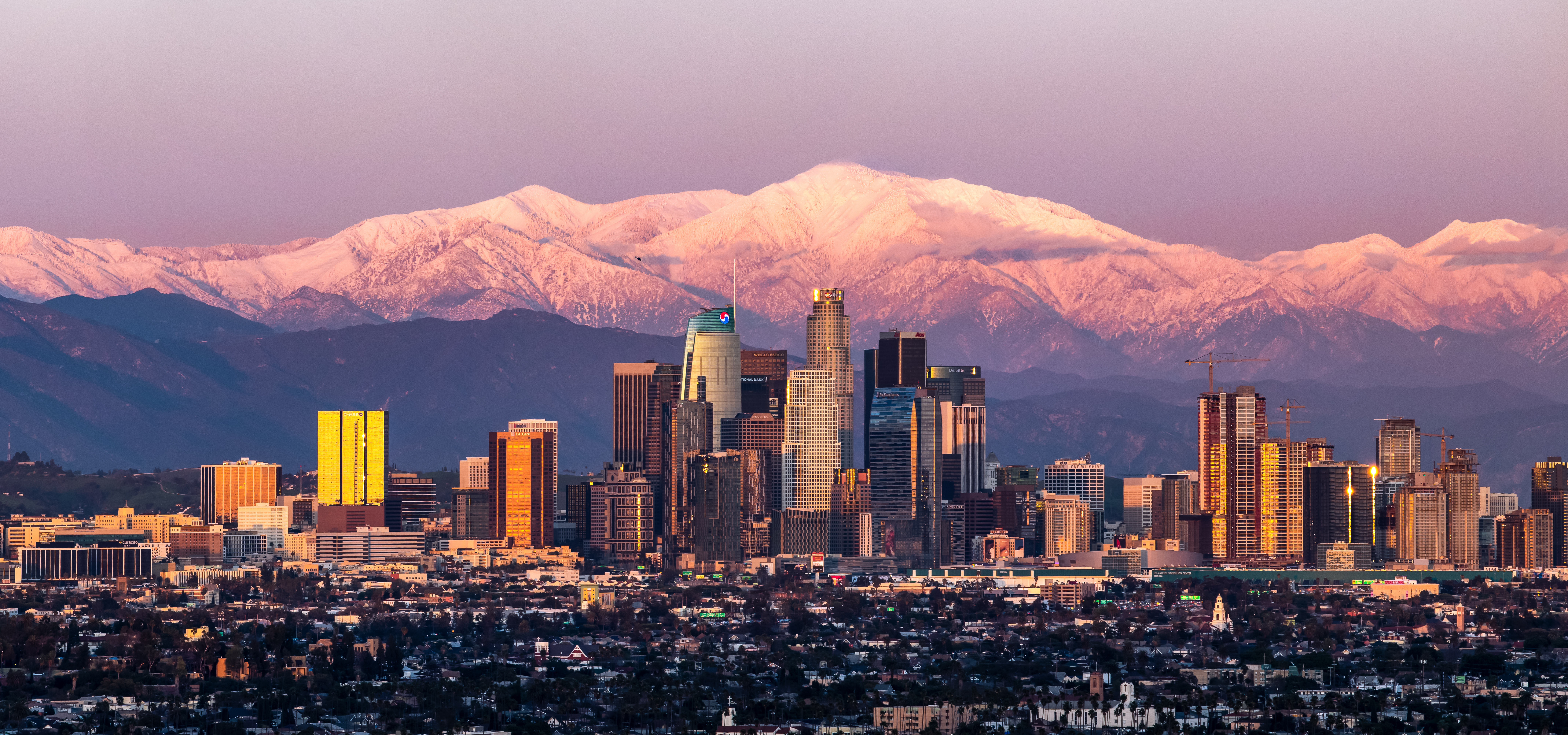
Panorama sur les gratte-ciel de Los Angeles en 2019.

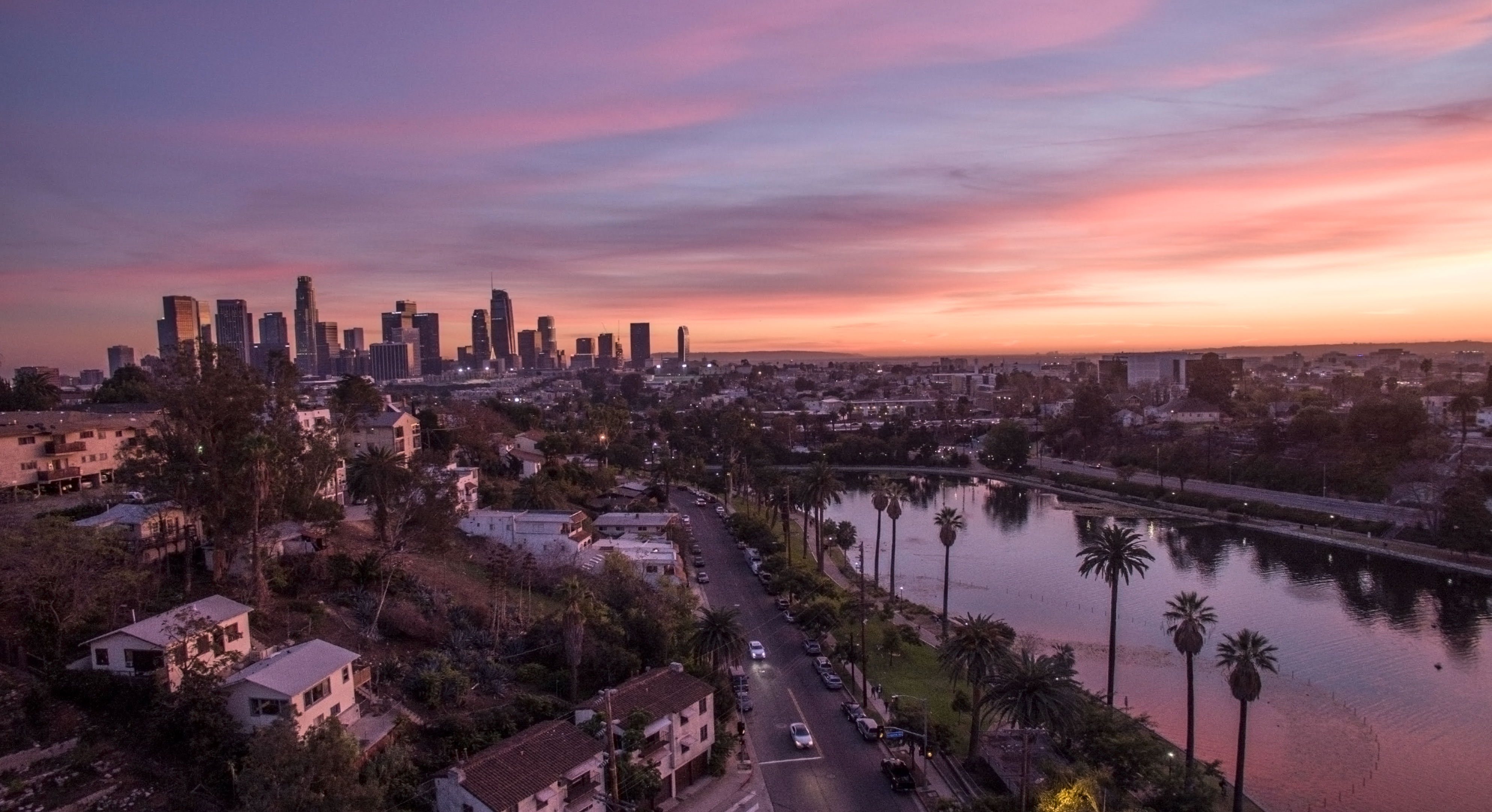
Panorama de Downtown Los Angeles depuis Echo Park.

Cette liste des plus hauts immeubles de Los Angeles recense en fonction de leur hauteur les gratte-ciel situés dans la ville américaine de Los Angeles, en Californie. Le plus haut bâtiment de la ville est le Wilshire Grand Center, inaugurée en 2017 ; il compte 73 étages surplombe de 335 mètres de haut Downtown Los Angeles . C'est également le plus haut édifice de Californie, et le quinzième plus haut bâtiment du pays (en 2020). 
Le deuxième plus haut gratte-ciel de Los Angeles est la U.S. Bank Tower , de 310 mètres de haut . 
Six des dix plus hauts édifices de Californie sont situés à Los Angeles.

## Description
L'histoire des gratte-ciel de Los Angeles a commencé en 1903 avec l'inauguration du Braly Building, qui est souvent considéré comme le premier édifice de grande taille de la ville ; il compte 13 étages et s'élève à 46 mètres de haut. Originellement voué au commerce, le bâtiment a depuis été rénové et transformé en immeuble résidentiel sous le nom de Continental Building. 
Le premier gratte-ciel proprement dit, c'est-à-dire un immeuble d'au moins 100 mètres de hauteur est l'Hôtel de ville de Los Angeles achevé en 1928 à l'instigation du maire George Cryer.
Ensuite entre le début des années 1960 et le début des années 1990, Los Angeles a connu un important boom immobilier, durant lequel ont été élevés beaucoup de ses plus hauts édifices, malgré les risques sismiques, dont la U.S. Bank Tower, l'Aon Center, le Two California Plaza. En novembre 2020 la ville compte 78 édifices d'au moins 100 mètres de hauteur (gratte-ciel) dont 29 d'au moins 150 mètres de haut,.

## Liste
Cette liste mises à jour en janvier 2021 prend en compte les immeubles atteignant au moins 120 mètres de haut, en incluant les flèches et les détails architecturaux mais en excluant les mâts porteurs d'antennes. Un signe égal suivant le rang de l'édifice indique qu'il est ex æquo avec un autre bâtiment. La colonne "Année" indique l'année de fin des travaux.
| Rang | Nom                                  | Image | Hauteur pieds (m) | Étages | Année | Notes |
| ---- | ------------------------------------ | ----- | ----------------- | ------ | ----- | --- |
| 1    | Wilshire Grand Center                |       | 1,099 (335)       | 60     | 2017  | Plus haut gratte ciel de Los Angeles et de la Californie de par la hauteur totale (antenne comprise). Deuxième plus haut gratte-ciel de Los Angeles de par la hauteur du toit. 99e plus haut gratte-ciel du monde, 15e plus haut gratte-ciel des États-Unis |
| 2    | U.S. Bank Tower                      |       | 1,018 (310)       | 73     | 1989  | 158e plus haut gratte-ciel du monde, 22e plus haut gratte-ciel des États-Unis, plus haut édifice de Los Angeles selon la hauteur du toit ; plus haut édifice disposant d'un helipad sur son toit ; autrefois connu sous le nom de Library Tower ; plus haut édifice dans une région d'activité sismique importante lors de son inauguration (Taipei 101 possède aujourd'hui le titre) ,. |
| 3    | Aon Center                           |       | 858 (262)         | 62     | 1973  | 58e du pays; plus haut édifice construit à Los Angeles dans les années 1970 (en) |
| 4    | Two California Plaza                 |       | 750 (229)         | 54     | 1992  | 112e plus haut du pays ; plus haut édifice construit à Los Angeles dans les années 1990, |
| 5    | Gas Company Tower                    |       | 749 (228)         | 52     | 1991  | 115e plus haut du pays, |
| 6    | Bank of America Center (Los Angeles) |       | 735 (224)         | 55     | 1975  | 134e du pays ; autrefois connu sous les noms de Security Pacific Bank Plaza, ARCO Plaza, et de BP Plaza, |
| 7    | 777 Tower                            |       | 725 (221)         | 52     | 1991  | 145e du pays, |
| 8    | Wells Fargo Tower                    |       | 723 (220)         | 54     | 1983  | 149e du pays, |
| 9    | Figueroa at Wilshire                 |       | 717 (219)         | 53     | 1990  | 153e du pays ; autrefois connu sous le nom de Sanwa Bank Building, |
| 10=  | City National Tower                  |       | 699 (213)         | 52     | 1972  | Autrefois connue sous le nom de Bank of America Tower ; cet édifice et la Paul Hastings Tower sont les plus hautes tours jumelles de Los Angeles,. |
| 10=  | Paul Hastings Tower                  |       | 699 (213)         | 52     | 1972  | Autrefois connu sous le nom de ARCO Tower ; cet édifice et la City National Tower sont les plus hautes tours jumelles de Los Angeles,. |
| 12   | LA Live Hotels & Condominiums        |       | 653 (199)         | 54     | 2010  | , |
| 13   | Thea at Metropolis                   |       | (197)             | 56     | 2019  | [ 29 ] |
| 14   | Citigroup Center                     |       | 625 (191)         | 48     | 1979  | Autrefois connu sous le nom de 444 Flower Building, |
| 15   | 611 Place                            |       | 620 (189)         | 42     | 1967  | Plus haut édifice de Los Angeles construit dans les années 1960,. |
| 16   | One California Plaza                 |       | 578 (176)         | 42     | 1985  | , |
| 17=  | Century Plaza Tower II               |       | 571 (174)         | 44     | 1975  | Cet édifice et la Century Plaza Tower I sont les plus hauts gratte-ciel situés à l'extérieur de Downtown Los Angeles,. |
| 17=  | Century Plaza Tower I                |       | 571 (174)         | 44     | 1975  | Cet édifice et la Century Plaza Tower II sont les plus hauts gratte-ciel situés à l'extérieur de Downtown Los Angeles,. |
| 19   | 825 South Hill                       |       | (172)             | 50     | 2019  | [ 40 ] |
| 20   | KPMG Tower                           |       | 560 (171)         | 45     | 1983  | , |
| 21   | Ernst & Young Plaza                  |       | 534 (163)         | 41     | 1985  | , |
| 22   | SunAmerica Center                    |       | 533 (162)         | 39     | 1990  | , |
| 23   | Hope+Flower I                        |       | (161)             | 40     | 2019  | [ 47 ] |
| 24   | TCW Tower                            |       | 517 (158)         | 39     | 1990  | , |
| 25   | Union Bank Plaza                     |       | 516 (157)         | 40     | 1968  | , |
| 26   | 10 Universal City Plaza              |       | 506 (154)         | 36     | 1984  | Plus haut édifice de la Vallée de San Fernando, |
| 27   | 1100 Wilshire                        |       | 496 (151)         | 35     | 1987  | Plus haut bâtiment résidentiel de la ville,. |
| 28   | Fox Plaza                            |       | 492 (150)         | 34     | 1987  | , |
| 28=  | Constellation Place                  |       | 491 (150)         | 35     | 2003  | Premier gratte-ciel construit au XXIe siècle à Los Angeles . |
| 30   | AVEN                                 |       | (149)             | 38     | 2019  | |
| 31   | The Century                          |       | 478 (146)         | 42     | 2009  | [ 59 ] |
| 32   | ARCO Tower                           |       | 462 (141)         | 33     | 1989  | , |
| 33   | Ten Thousand                         |       | (140)             | 40     | 2017  | [ 62 ] |
| 34   | Hôtel de ville de Los Angeles        |       | 454 (138)         | 32     | 1928  | Plus haut édifice construit à Los Angeles dans les années 1920 ; plus haut bâtiment à isolement bas du monde,. |
| 34=  | Equitable Life Building              |       | 454 (138)         | 34     | 1969  | , |
| 34=  | AT&T Center                          |       | 452 (138)         | 32     | 1965  | , |
| 37   | Metropolis Residential Tower II      |       | (137)             | 40     | 2018  | [ 70 ] |
| 37=  | PacBell Tower                        |       | 448 (137)         | 17     | 1961  | , |
| 39   | 5900 Wilshire                        |       | 443 (135)         | 32     | 1971  | , |
| 39=  | MCI Center                           |       | 443 (135)         | 31     | 1973  | [ 75 ] |
| 39=  | Metropolis Residential Tower I       |       | (135)             | 38     | 2016  | [ 76 ] |
| 42   | Hope+Flower II                       |       | (128)             | 31     | 2019  | [ 77 ] |
| 43   | Warner Center Plaza II               |       | 415 (126)         | 25     | 1991  | , |
| 44   | Circa East                           |       | (122)             | 36     | 2018  | [ 80 ] |
| 44=  | Circa West                           |       | (122)             | 36     | 2018  | [ 81 ] |
| 46=  | MTA Building                         |       | (121)             | 26     | 1995  | [ 82 ] |
| 46=  | 1900 Avenue of the Stars             |       | (121)             | 27     | 1969  | [ 83 ] |
| 48   | WaterMarke Tower                     |       | (120)             | 35     | 2009  | [ 84 ] |
| 48=  | One Wilshire                         |       | (120)             | 30     | 1966  | [ 85 ] |

## Plus hauts édifices approuvés et proposés

### Approuvés (de plus de 120 mètres)
| Nom                       | Hauteur pieds (m) | Étages | Année* (est.) | Notes |
| ------------------------- | ----------------- | ------ | ------------- | ----- |
| Wilshire Grand Tower II   | 750 (229)         | 40     | 2014          | ,     |
| Grand Avenue Iconic Tower | 623 (190)         | 50     | —             | ,     |
| Metropolis Phase III      | 620 (189)         | 55     | 2013          | ,     |
| Metropolis Phase IV       | 620 (189)         | 42     | 2015          | ,     |
| LA Central I              | 575 (175)         | 45     | —             | ,     |
| LA Central II             | 455 (139)         | 33     | —             | ,     |

### Proposés (de plus de 120 mètres ou de 40 étages)
| Nom                                 | Hauteur* pieds (m) | Étages | Année* (est.) | Notes   |
| ----------------------------------- | ------------------ | ------ | ------------- | ------- |
| 3670 Wilshire Boulevard             | 568 (173)          | 46     | —             | ,       |
| Century City Mall Residential Tower | 525 (160)          | 42     | —             | ,       |
| Libeskind Tower                     | —                  | 43     | —             | [ 102 ] |
| Venture Tower I                     | —                  | 40     | —             | [ 103 ] |
| 1233 Hope Street                    | —                  | 40     | —             | [ 104 ] |

* Les entrées précédées d'un (—) indiquent que les informations n'ont pas encore été publiées.

## Chronologie des plus hauts édifices de Los Angeles
| Nom                           | Image | Adresse                   | Années         | Hauteur pieds (m) | Étages | Référence |
| ----------------------------- | ----- | ------------------------- | -------------- | ----------------- | ------ | --------- |
| Braly Building[A]             |       | 408 South Spring Street   | 1903–1907      | 151 (46)          | 13     | [ 5 ]     |
| Security Building             |       | 510 South Spring Street   | 1907–1911      | 165 (50)          | 11     | [ 105 ]   |
| A.G. Bartlett Building        |       | 651 South Spring Street   | 1911–1916      | 190 (58)          | 14     | [ 106 ]   |
| Park Central Building         | —     | 412 West 6th Street       | 1916–1927      | N/A[B]            | 14     | [ 107 ]   |
| Texaco Building               |       | 929 South Broadway        | 1927–1928      | 242 (74)          | 13     | [ 108 ]   |
| Hôtel de ville de Los Angeles |       | 200 North Spring Street   | 1928–1968      | 454 (138)         | 32     | [ 64 ]    |
| Union Bank Plaza              |       | 445 South Figueroa Street | 1968–1969      | 516 (157)         | 40     | [ 51 ]    |
| 611 Place                     |       | 611 West 6th Street       | 1969–1972      | 620 (189)         | 42     | [ 33 ]    |
| City National Tower[C]        |       | 555 South Flower Street   | 1972–1974      | 699 (213)         | 52     | [ 24 ]    |
| Paul Hastings Tower[C]        |       | 515 South Flower Street   | 1972–1974      | 699 (213)         | 52     | [ 26 ]    |
| Aon Center                    |       | 707 Wilshire Boulevard    | 1974–1989      | 858 (262)         | 62     | [ 10 ]    |
| U.S. Bank Tower               |       | 633 West 5th Street       | 1989–2017      | 1,018 (310)       | 73     | [ 8 ]     |
| Wilshire Grand Center         |       | 900 Wilshire Boulevard    | 2017-à présent | 1,099 (335)       | 60     |           |